# Franciszek Demel
Franciszek Włodzimierz Demel, ps. „Heczka”, „Stary” (ur. 19 listopada 1896 w Brodach, zm. 19 września 1976 w Londynie) – pułkownik dyplomowany piechoty Polskich Sił Zbrojnych, szef Sztabu Komendy Głównej ZWZ od stycznia do czerwca 1940 roku, szef Sztabu Frontu Południowego w czasie kampanii wrześniowej 1939 roku, oficer sztabu 2 Korpusu Polskiego.

## Życiorys
Franciszek Włodzimierz Demel urodził się 19 listopada 1896 roku w Brodach, w rodzinie Władysława i Tekli z Pelców.
Członek Związku Strzeleckiego od 1912 roku. Od sierpnia 1914 roku w IV baonie Legionów Polskich. 10 listopada 1914 zdał maturę wojenną. Po kryzysie przysięgowym w lipcu 1917 roku został zwolniony z LP, a we wrześniu 1917 roku wcielony do Armii Austro-Węgier. Od początku 1918 roku działał w POW.
Absolwent Wyższej Szkoły Wojennej. Od listopada 1918 roku w Wojsku Polskim. Wziął udział w wojnie polsko-bolszewickiej 1919–1920 roku. Zweryfikowany w stopniu kapitana służby stałej z starszeństwem z dniem 1 czerwca 1919 roku. W latach 1920–1922 był dowódcą kompanii w 32 pułku piechoty w Modlinie. Następnie pełnił służbę w Dowództwie Okręgu Korpusu Nr IX w Brześciu, pozostając oficerem nadetatowym 32 pp. 14 października 1926 roku został przydzielony do Generalnego Inspektora Sił Zbrojnych na stanowisko oficera sztabu inspektora armii, generała dywizji Józefa Rybaka. 29 stycznia 1929 roku został przeniesiony służbowo do Oddziału III Sztabu Głównego. W Sztabie Głównym zajmował stanowisko kierownika referatu operacyjnego. 2 kwietnia 1929 roku został awansowany na majora ze starszeństwem z dniem 1 stycznia 1929 roku i 10. lokatą w korpusie oficerów piechoty. Od 1930 roku w Oddziale II Sztabu Głównego pełnił funkcję kierownika referatu, a potem szefa wydziału. Od 7 listopada 1933 do 25 września 1935 roku odbył praktykę liniową na stanowisku dowódcy I batalionu 30 pułku Strzelców Kaniowskich w Warszawie. Po zakończeniu praktyki powrócił do Generalnego Inspektoratu Sił Zbrojnych na stanowisko I oficera sztabu inspektora armii, generała Kazimierza Sosnkowskiego. Na podpułkownika został awansowany ze starszeństwem z dniem 1 stycznia 1936 roku w korpusie oficerów piechoty.
Był encyklopedystą. Został wymieniony w gronie edytorów ośmiotomowej Encyklopedii wojskowej wydanej w latach 1931–1939 gdzie zredagował hasła związane z flotyllą rzeczną i łączno morską.
W kampanii wrześniowej w 1939 roku był oficerem do zleceń dowódcy Frontu Południowego i szefem Sztabu Frontu Południowego. W cywilnym przebraniu i pod przybraną tożsamością, jako nauczyciel Mieczysław Smoleń, 30 września 1939 wyruszył z Doliny i 4 października 1939 przekroczył granicę polsko-węgierską (wraz z nim m.in. gen. Kazimierz Sosnkowski). Dalej z Węgier przedostał się do Francji. Od listopada 1939 w Komendzie Głównej ZWZ w Paryżu, gdzie pełnił funkcję zastępcy szefa sztabu oraz szefa działu organizacyjnego. W Wojsku Polskim we Francji zarządzeniem Wodza Naczelnego z dniem 3 maja 1940 został awansowany na stopień majora artylerii. W latach 1940–1941 w Oddziale VI Sztabu Naczelnego Wodza Polskich Sił Zbrojnych. Od 1941 roku był zastępcą dowódcy batalionu 7 Brygady Kadrowej Strzelców, a od 1943 roku szefem Oddziału III Sztabu Naczelnego Wodza, potem od 1944 szef Oddziału Wyszkolenia. Awansowany do stopnia płk dypl. sł. st. piech. W latach 1944–1945 był pełniącym obowiązki dowódcy 4 Wołyńskiej Brygady Piechoty. Oficer sztabu 2 Korpusu Polskiego. Po ewakuacji 2 Korpusu do Wielkiej Brytanii został zdemobilizowany w 1947 roku.
Zmarł 19 września 1976 roku w Londynie. Został pochowany na cmentarzu Pwllheli w Walii.

## Ordery i odznaczenia
- Krzyż Srebrny Orderu Wojskowego Virtuti Militari nr 11316
- Krzyż Niepodległości (13 kwietnia 1931)[8][9]
- Krzyż Kawalerski Orderu Odrodzenia Polski (11 listopada 1937)[10]
- Srebrny Krzyż Zasługi (16 marca 1928)[11]
- Odznaka Pamiątkowa Generalnego Inspektora Sił Zbrojnych